# HDTV
A HDTV (High-Definition Television) egy televíziós sugárzási norma, amely az analóg PAL, SECAM, NTSC szabványoknál jelentősen nagyobb felbontású képet tesz lehetővé. A HDTV adásokat  digitálisan kódolt formában továbbítják.
A névben szereplő High-Definition elsősorban a felbontási specifikációkból adódó előnyösebb megjelenítési lehetőségekre céloz, mintsem a vételi helyen tapasztalható mindenkori képminőségre, vagy annak élességére, amely nagyban függ a felvétel körülményeitől, illetve a felhasználó által használt vevőkészülék minőségétől és technikai paramétereitől.

## Története
Bár folytak technikai és szabványosítási kísérletek az analóg rendszereken keresztül továbbított nagyfelbontású adásokkal, de az áttörést a digitális technológia fejlődése hozta meg. Fontos technológiai előrelépés volt a megfelelő képtömörítési eljárások kidolgozása.
Bár a Nemzetközi Távközlési Egyesület (ITU) már az 1980-as évek során próbált egy világszerte egységes HDTV szabványt létrehozni, de ez végül csak a képarány, és a felbontás tekintetében valósult meg. Eredetileg az amerikai piaci szereplők szerették volna elérni, hogy egy analóg HD adás világszerte egységes szabványa a japánok által fejlesztett és tesztelt 1035i/30 felbontású legyen, de a világ nagyobbik részén használt 50 Hz alapú rendszer használói ezt nem tartották igazságos feltételnek. Az 1990-es évek elején végül az ITU lefektette az alapvető paramétereket (az ajánlás később többször is módosult). A képfrissítési frekvencia tekintetében (50 Hz és 60 Hz) továbbra is kettéosztott maradt a világ.
A Filmművészeti és televíziós mérnökök társasága (SMPTE) 296M-2001 jelű szabványa határozta meg az 1280x720 felbontású képformátumot, ami szintén alapvető követelmény lett a HD televíziózásban.
Az első digitális műsorszóró szabványokat a Digital Video Broadcasting (DVB) szervezet fogalmazta meg. Ezzel egyidőben az Egyesült Államokban a Grand Alliance nevű konzorcium kezdte meg az ATSC szabvány kidolgozását. Mindkét szabvány az MPEG2 tömörítési eljárást tekintette alapnak, és specifikálta mind a hagyományos felbontású SD, mind a nagyfelbontású HD adások paramétereit.
A HD vevőkészülékek és az elérhető adások is a vártnál lassabban terjedtek Japánban és az amerikai piacon, ezért Európában csak sokkal később jelentek meg HD tartalmak.

### Alapvető felbontások

Különböző felbontások összehasonlítása

A HDTV szabványok mindegyike a 16:9-es képarányt alkalmazza. Ennek megfelelően a szabványok az alábbi alapvető képfelbontásokat határozzák meg a digitális HD televíziózás területén:
- 720p: 1280×720 pixel progresszív
- 1080i: 1920×1080 pixel váltott-soros (interlaced)
- 1080p: 1920×1080 pixel progresszív

Minden HDTV eszköz képes a kapott jelet átalakítani olyan felbontásúvá, amit magán a képernyőn meg tud jeleníteni.

### Európai szabályozás
2004-ben az Európai Műsorsugárzók Uniója (EBU) kiadta a HDTV európai bevezetéséről szóló ajánlását. Az ajánlás felvázolta a HD minőségű műsorszórás bevezetésének és fejlődésének lépéseit. Három fő generációt határozott meg. Az első generáció a DVB-T, DVB-S és DVB-C műsorszórási szabványokat tekintette alapul, és az MPEG2 tömörítési eljárás alkalmazásával. A javasolt felbontás a 720p/50. Az első generációs HD műsorszórás indulásához ebben az időszakban már minden technológia adott volt.
Az ajánlás kettő- ötéves  távlatban látta bevezetésre alkalmasnak a második generációs HD műsorszórást, mivel az MPEG4 H.264/AVC tömörítést támogató vevőkészülékek elterjedését ekkorra látták megfelelő mértékűnek. A második generáció továbbra is a 720p/50 felbontást javasolta alkalmazni. Az MPEG4 H.264/AVC tömörítés már lehetővé teszi, hogy egy multiplexben már több HD csatornát lehessen sugározni. Műholdas műsortovábbítás esetén ráadásul a DVB-S2 szabvány használatát írja elő. Magyarországon mind a kábeles, mind a műholdas, mind a földi sugárzású digitális műsorszórás esetében második generációs műsorszórási technológiával kezdődtek meg a HD csatornák továbbításai.
A harmadik generáció bevezetése már jelentős változást jelent majd, mivel ez már 1080p/50 felbontást ír elő, ehhez viszont újabb videotömörítési eljárás is szükséges, nem beszélve az új vevőkészülékekről. Az ajánlás öt-tizenöt éven belül látja reálisnak a bevezetést, persze mindezt a piaci igények függvényében.
Ezzel együtt az EBU technikai bizottsága kiadott egy állásfoglalást, amely szerint az Európai műsorszórók számára a 720p/50 szabványt javasolja használni. A bizottság több felmérés és teszt eredményeit figyelembe véve arra a következtetésre jutott, hogy az átlagos néző számára az 1280x720 képpontból álló, progresszív letapogatású kép ugyanolyan vagy jobb minőség érzetet jelentett, az 1920x1080 felbontású, de váltott-soros (interlaced) képhez képest. A váltott-soros képet a vevőkészülékeknek össze kell fésülnie (deinterlace), ami igen számításigényes feladat, és gyártótól függ, hogy ez a folyamat végül milyen képminőséget eredményez a kijelzőn. Progresszív képtovábbításnál a vevő oldalon ilyen feladatra nincs szükség, az esetleges összefésülést a műsorkészítőnél, vagy a műsorszóró központjában lehet végrehajtani központilag, professzionális eszközökkel, ami vevőoldalon kiváló minőséget jelent. Ezenkívül a progresszív videojel tömörítése hatékonyabban végezhető el, így jobban kihasználható az adott multiplex kapacitása.
Az EBU javaslata ellenére Magyarországon az 1080i/25 felbontás használata a kizárólagos, de egész Európában is inkább ez jellemzőbb. 720p/50 felbontással leginkább a német közszolgálati adókat továbbítják. 1080i/25 esetén - sávszélesség kímélés céljából - a szolgáltatók leginkább az 1440x1080-as felbontást használják, ami alapján az 1080 aktív sorban, soronként 1920 minta helyett csak 1440-et tárolnak.
2010 januárjában az EBU négy alapvető televíziós HD rendszert határozott meg a műsorkészítők számára. Ezek az alábbiak:
- System 1 (S1): 1280 vízszintes minta soronként, 720 aktív sor, progresszív letapogatás, 50 kép másodpercenként, 16:9 képarány. Rövidítés: 720p/50.
- System 2 (S2): 1920 vízszintes minta soronként, 1080 aktív sor, váltott-soros letapogatás, 25 kép másodpercenként (50 félkép másodpercenként), 16:9 képarány. Rövidítés: 1080i/25.
- System 3 (S3): 1920 vízszintes minta soronként, 1080 aktív sor, progresszív letapogatás, 25 kép másodpercenként, 16:9 képarány. Rövidítés: 1080p/25.
- System 4 (S4): 1920 vízszintes minta soronként, 1080 aktív sor, progresszív letapogatás, 50 kép másodpercenként, 16:9 képarány. Rövidítés: 1080p/50.

A műsorszórók jelenleg a fenti négy rendszerből kettőt, az S1 és az S2 rendszereket alkalmazzák. A két rendszer összehasonlításával kapcsolatban az EBU kiadott egy technikai jelentést, amelyben ismét a 720p/50 szabványt használatát javasolta a műsorszórók számára.

### Logók
Az európai kereskedelmi testület, az EICTA (jelenleg DigitalEurope Association) bevezetett négy logót, amelyet azokhoz a megjelenítőkhöz használhatnak, amelyek tökéletesen együttműködnek a HDTV-s beltéri egységekkel, a HDTV adásokat meg tudják jeleníteni, és teljesítik a minimális műszaki követelményeket, amelyeket a testület meghatározott.
- A "HD Ready" felirat olyan digitális megjelenítőket - többek között televíziókat, monitorokat és projektorokat - jelöl, amelyek képesek fogadni, feldolgozni és megjeleníteni a 720p és az 1080i típusú HD jeleket.
- A "HD TV" felirat olyan digitális vevőket - többek között televíziókat, illetve beltéri vevőegységeket - jelöl, amelyek képesek fogadni és feldolgozni a kábeltelevíziós, földi sugárzású vagy műholdas 720p és az 1080i típusú HD jeleket.
- A "HD Ready 1080p" felirat olyan digitális megjelenítőket - többek között televíziókat, monitorokat és projektorokat - jelöl, amelyek képesek fogadni, feldolgozni és megjeleníteni a 720p és az 1080i típusú HD jelek mellett az 1080p típusú jeleket is.
- A "HD TV 1080p" felirat olyan digitális vevőket - többek között televíziókat, illetve beltéri vevőegységeket - jelöl, amelyek képesek fogadni és feldolgozni a kábeltelevíziós, földi sugárzású vagy műholdas 720p és az 1080i típusú HD jeleke mellett az 1080p típusú jeleket is.

A "Full HD" felirat feltüntetését nem szabvány határozza meg, mögötte semmilyen technikai követelmény nincs, megjelenítésére piaci önszabályozás vonatkozik.

## A HDTV Magyarországon
Magyarországon az első HD minőségű TV-csatornák 2008 márciusának végén indultak. Jelenleg a legtöbb vezetékes és vezeték nélküli technológiát alkalmazó műsorterjesztő kínálatában szerepel HD minőségű televízió csatorna, amennyiben a terjesztés módja digitális. Az összes HD-csatorna esetén azonos az SD és HD felbontású változat műsora, korábban ez néhány csatorna esetén nem így volt, a HD-változat az SD felbontású anyacsatornától teljesen eltérő műsort sugárzott. Egyes szolgáltatóknál (például PR-Telecom, Vidanet, One) némely csatornák kizárólag HD-ben kerülnek elosztásra.

### Magyar nyelvű HD csatornák

#### Jelenleg
- Alföld Televízió
- Animal Planet HD
- AMC HD
- Arena4 HD
- ATV HD
- ATV Spirit HD
- AXN HD
- Cartoonito HD
- Cinemax HD
- Cinemax2 HD
- Cool HD
- Dikh TV HD
- Discovery HD
- Duna HD
- Duna World/M4 Sport+ HD
- Epic Drama HD
- Eurosport 1 HD
- Eurosport 2 HD
- Film4 HD
- Film+ HD
- Filmcafé HD
- FilmBox Extra HD
- Film Mania HD
- Galaxy4 HD
- HBO HD
- HBO 2 HD
- HBO 3 HD
- HGTV HD
- Hír TV HD
- History HD
- ID HD
- Izaura TV HD
- Kölyökklub HD
- LifeTV HD
- M1 HD
- M2 HD/Petőfi TV HD
- M4 Sport HD
- M5 HD
- Match4 HD
- Mozi+ HD
- Moziverzum HD
- National Geographic HD
- National Geograpic Wild HD
- Nicktoons HD
- Ozone TV HD
- Paramount Network HD
- PRIME HD
- RTL HD
- RTL Kettő HD
- RTL Három HD
- RTL Otthon HD
- Sláger TV HD
- Spektrum HD
- Spektrum Home HD
- Spíler1 TV HD
- Spíler2 TV HD
- Sport 1 HD
- Sport 2 HD
- Story4 HD
- Super TV2 HD
- SuperOne HD
- TLC HD
- Travel Channel HD
- TV2 HD
- TV4 HD
- TV Paprika HD
- Viasat Explore HD
- Viasat History HD
- Viasat Nature HD
- Viasat 3 HD

#### Tervezett
- Cartoon Network HD
- Disney Channel HD
- FilmBox Family HD
- FilmBox Stars HD
- Nickelodeon HD
- TV2 Klub HD
- Viasat 6 HD

#### Megszűnt
- Digi Animal World HD
- Digi Life HD
- Digi Sport 1 HD
- Digi Sport 2 HD
- Digi Sport 3 HD
- Digi World HD
- Discovery Science HD
- Discovery Showcase HD
- DOQ HD
- Echo TV HD
- Filmbox HD
- FOX HD
- Life Network HD
- Music Channel HD
- Nat Geo Wild HD
- Ozone Network HD
- Paramount Channel HD
- RTL Klub HD
- Viasat Nature/History HD[9]

Dőlt betűvel az átnevezett csatornák szerepelnek.
A földfelszíni sugárzású digitális One Földfelszíni TV kínálatában csak az állami közszolgálati csatornák érhetők el HD minőségben. A kereskedelmi csatornák műsorai HD minőségben csak kábelen illetve műholdon keresztül foghatók. Ennek oka, hogy a HD minőségű adás nagyobb sávszélességet igényel, és a földfelszíni sugárzásban korlátozott az az össz-sávszélesség, amin az egyszerre sugárzott műsorok osztoznak, ezért a minőség javulása csak a kínálat rovására képzelhető el. Ez azt jelenti, hogy ha a kereskedelmi csatornák is HD-ben lennének elérhető, lényegesen kevesebb TV-csatornát lehetne fogni. Kábeles digitális műsorterjesztés (például kábeltelevízió, IPTV) esetén nincsenek ilyen akadályok.

## HD hang
A HD képhez jobb minőségű hang is tartozhat. A két vezető hangformátum fejlesztő, a Dolby és a DTS is kifejlesztett olyan új hangformátumokat, amelyek jól illenek a igényesebb képminőséghez. Ezek a Dolby TruHD és a DTS-HD. Mindkettő jellemzője, hogy a hang tömörítetlen (96 kHz/24 bit), így 100%-ig azt a hangot kapjuk a filmekhez, amit a stúdióban a hangmérnök kikevert. Maximum 8 csatorna lehetséges (7.1), bár a kapacitás még több csatornára is elegendő lenne, a következő generációs lemezformátumok (Blu-ray és HD DVD) szabványa legfeljebb 8 csatornát engedélyez. 
További érdekesség, hogy a nagyobb sávszélesség miatt a hagyományos digitális hangkimeneteken (optikai és koaxiális) ez a két hangformátum nem vihető át, csak HDMI 1.3 kapcsolaton keresztül. Így két megoldás lehetséges. A Blu-ray vagy HD DVD lejátszó átalakítja a hangot a lemez lejátszása közben, és a már dekódolt hanganyagot küldi át az erősítőnek optikai vagy koaxiális kapcsolaton keresztül. Amennyiben viszont erősítőnk vagy Tv készülékünk képes Dolby TruHD vagy DTS-HD dekódolásra, a HDMI bemenetén keresztül átvihető a hanganyag-feldolgozásra. 
Az említett hangformátumok használatának harmadik módja, amikor a maga a Blu-Ray lejátszó dekódolja a digitális adatfolyamot a saját D/A (digitális-analóg) konvertere segítségével, majd az így kapott, immár analóg jeleket továbbítja az erősítő felé. Ilyenkor csatornánként egy-egy RCA-RCA kábelt szükséges a lejátszóból az erősítő megfelelő bemenetéhez (5.1 v. 7.1 external input) csatlakoztatni (emiatt ugye értelemszerűen gyengébb a minőség).

## Lásd még
- SDTV
- PDTV